# HD 194244
HD 194244 är en ensam stjärna belägen i den mellersta delen av stjärnbilden Örnen. Den har en skenbar magnitud av ca 6,14 och är mycket svagt synlig för blotta ögat där ljusföroreningar ej förekommer. Baserat på parallaxmätning inom Hipparcosuppdraget på ca 4,0 mas, beräknas den befinna sig på ett avstånd på ca 810 ljusår (ca 250 parsek) från solen. Den rör sig närmare solen med en heliocentrisk radialhastighet på ca -10 km/s.

## Egenskaper
HD 194244 är en blå till vit stjärna i huvudserien av spektralklass B9 V och är en variabel Be-stjärna. Den har en radie som är ca 4,5 solradier och har ca 173 gånger solens utstrålning av energi från dess fotosfär vid en effektiv temperatur av ca 8 800 K.